# Szerb Lista (Koszovó)
Szerb Lista (szerbül: Српска листа / Srpska lista; albánul: Lista Serbe) egy szerb kisebbségi politikai párt Koszovóban. Jelenleg ez a domináns szerb párt a koszovói politikában, mind a tíz, a közösség számára fenntartott képviselői helyet birtokolja. A párt szoros kapcsolatot ápol Szerbia kormányával, a Szerb Haladó Párttal.

## Történelem
A 2014-es koszovói parlamenti választásokon a szerb listára leadott összesített szavazatok száma 38 169 volt (5,30%). 2014. szeptember 17-én a Szerb Lista bejelentette, hogy csak akkor csatlakoznak a kormánykabinethez, ha a Vetëvendosje párt nem lesz benne. 2015. február 3-án menesztették Aleksandar Jablanovićot, a koszovói kormány visszatérésért és közösségekért felelős miniszterét, miután az ellenzék követelte a menesztését, mivel "vadembereknek" nevezte az albánok azon csoportját, amely karácsony este kövekkel támadt a Gjakovában élő szerb belső menekültekre. Kijelentése hozzájárult a 2015-ös koszovói tüntetésekhez. A Szerb Lista úgy döntött, hogy nem vesz részt a következő koszovói közgyűlés ülésén. 2017-ben a koszovói parlamenti választásokat követően a Szerb Lista beleegyezett a Koszovói Szövetség Koszovó Jövőjéért Szövetség Ramush Haradinaj vezette koszovói kormány megalakításába, állítólag azzal a fő feltétellel, hogy létrehozzák a Szerb Önkormányzatok Közösségét.

## Parlamenti választások
| Év   | Szavazatok száma | Szavazatok száma | Szavazatok Aránya | Összes elnyert mandátum | Szerb mandátumok | +/–     | Kormány  |
| ---- | ---------------- | ---------------- | ----------------- | ----------------------- | ---------------- | ------- | -------- |
| 2014 | 38,199           | #5               | 5.20%             | 9 / 120                 | 9 / 10           | 9       | Koalíció |
| 2017 | 44,578           | #4               | 6.20%             | 9 / 120                 | 9 / 10           | Állandó | Koalíció |
| 2019 | 52,620           | #5               | 6.61%             | 10 / 120                | 10 / 10          | 1       | Koalíció |
| 2021 | 44,404           | #5               | 5.06%             | 12 / 120                | 10 / 10          | 2       | Koalíció |

## A Szerb Lista elnökei
| Elnök | Elnök                 | Elnök | Hivatal kezdete | Hivatal vége |
| ----- | --------------------- | ----- | --------------- | ------------ |
| 1     | Aleksandar Jablanović |       | 2014            | 2015         |
| 2     | Slavko Simić          |       | 2015            | 2017         |
| 3     | Goran Rakić           |       | 2017            | hivatalban   |

## Fordítás
- Ez a szócikk részben vagy egészben  a   Serb List (Kosovo) című angol Wikipédia-szócikk ezen változatának fordításán alapul.  Az eredeti cikk szerkesztőit annak laptörténete sorolja fel. Ez a jelzés csupán a megfogalmazás eredetét és a szerzői jogokat jelzi, nem szolgál a cikkben szereplő információk forrásmegjelöléseként.